# Эдельханов, Умар Айндиевич
Эдельха́нов, Ума́р Айнди́евич (29 декабря 1963 года, село Терское, Грозненский район, Чечено-Ингушская АССР, РСФСР, СССР) — советский штангист, чемпион и призёр чемпионатов СССР и России, многократный обладатель Кубка СССР, победитель Спартакиады народов СССР, призёр чемпионата Европы, мастер спорта СССР международного класса.

## Биография
Родился 29 декабря 1963 года в селе Терское Грозненского района Чечено-Ингушской АССР. Штангой начал заниматься в 1978 году в Грозном. Его тренером был Ибрагим Кодзоев. В 1979 году, ещё будучи учеником 9 класса, выполнил норму мастера спорта СССР.
В 1980 году в Мелитополе установил три рекорда и стал чемпионом страны. В 1981 году выиграл турниры в Чехословакии и на Кубе. После того как он стал победителем Спартакиады народов СССР среди школьников в Клайпеде, его включили в состав сборной СССР среди взрослых.
В 1983 году стал бронзовым призёром Спартакиады народов СССР, выполнив при этом норму мастера спорта СССР международного класса.

## Достижения
- обладатель Кубка СССР 1986, 1988, 1989 годов;
- серебряный призёр Кубка СССР 1983, 1984, 1990 годов;
- чемпион Спартакиады народов России 1986 года в Волгограде;
- чемпион СССР 1986, 1990 годов;
- чемпион России 1996 года;
- обладатель «Кубка Дружбы» 1987, 1989—1992 годов;
- серебряный призёр Спартакиады народов СССР и чемпионата СССР 1992 года в Донецке (Украина);
- бронзовый призёр чемпионата Европы 1992 года в Венгрии;

Участвовал в Олимпийских играх 1996 года в Атланте (США), где выступил неудачно (категория до 64 кг, сумма двоеборья 295 кг, 11-е место).